# William Franklin Wight
William Franklin Wight (8 de juny de 1874 - 1954) va ser un botànic anglès especialitzat en la flora de l'Índia

## Algunes publicacions
- 1902. The Genus Eritrichum in North America. Bull. Torrey Bot. Club, Vol. 29: 6 :407-414
- USDA et. al. 1904. Code of Botanical Nomenclature. Bull. Torrey Bot. Club, Vol. 31: 5: 249-261
- 1915. Native American species of Prunus

Es tenen 140 registres IPNI de les seves identificacions i classificacions de noves espècies a : Leland Stanford Jr. Univ., Dudley Mem.; Bull. U.S. Geol. Surv.; The Century Dictionary & Cyclopedia; Rev. N.-Amer. Astragalus; Contr. U.S. Natl. Herb.; Bull. Torrey Bot. Club; USDA Bur. Pl. Industr. Bull.; Zoe; Fl. Alaska & Yukon; Proc. Amer. Philos. Soc.; U.S. Dept. Agric. Bull.; Plums New York.

## Honors

### Epònims
Espècies
- (Acanthaceae) Stenosiphonium wightii Bremek.[3]
- (Anacardiaceae) Holigarna wightii Balakr.[4]
- (Apiaceae) Bupleurum wightii P.K.Mukh.[5]
- (Burseraceae) Commiphora wightii (Arn.) Bhandari[6]
- (Commelinaceae) Commelina wightii Raizada[7]
- (Fabaceae) Neonotonia wightii (Arn.) J.A.Lackey[8]